# Tetraponera ophthalmica
Tetraponera ophthalmica é uma espécie de formiga do gênero Tetraponera, pertencente à subfamília Pseudomyrmecinae.